# Angel Santana
Angel Francisco Santana Castillo (* 23. Mai 1977 in Las Palmas de Gran Canaria) ist ein ehemaliger spanisch-rumänischer Basketballspieler.

## Werdegang
Santana wurde im Nachwuchsbereich des Vereins C.B. Gran Canaria ausgebildet. Als Jugendlicher verließ er seine Heimatinsel und ging zur Saison 1995/96 an die Artesia High School in den US-Bundesstaat Kalifornien. Es folgten vier Jahre (1996 bis 2000) am St. Francis College in New York. Der zwei Meter große Flügelspieler erzielte in jeder Saison, in der er für die Hochschulmannschaft antrat, einen zweistelligen Punkte-Mittelwert. Santanas Bestmarke waren 16,3 Punkte je Begegnung im Spieljahr 1999/2000. In New York erarbeitete er sich seine Stärke beim Distanzwurf.
Am Ende der Saison 1999/2000 machte er seine ersten Schritte als Berufsbasketballspieler in Frankreich, als er an einem Punktspiel für den Erstligisten Straßburg IG teilnahm. In der 2000er Frühlingssaison der United States Basketball League (USBL) war der Spanier zeitweilig Mitglied der Brooklyn Kings und bestritt für die Mannschaft acht Einsätze. In der Saison 2000/01 stand er bei den Atomics Brüssel in Belgien unter Vertrag und schloss sich 2001 dem deutschen Bundesliga-Aufsteiger Wired Minds Tübingen an. In 18 Bundesliga-Spielen kam Santana auf einen Durchschnitt von 17,4 Punkten, sein Höchstwert waren 31 Punkte, auf den er in zwei Bundesliga-Einsätzen kam: Mitte Oktober 2001 gegen Bamberg, als Santana während des Spiels neun seiner 14 Dreipunktewürfe traf und Mitte Dezember 2001 gegen Trier, als er sieben „Dreier“ traf. Im Februar 2002 verließ er Tübingen und nahm ein Angebot des spanischen Zweitligisten Lucentum Baloncesto Alicante an, mit dem er in die höchste Liga des Landes, die Liga ACB, aufstieg. Er stand auch zu Beginn der Saison 2002/03 in Alicantes Diensten, im November 2002 kam es zur Trennung, ab Anfang Januar 2003 spielte Santana beim Club Basquet Tarragona, wieder in Spaniens zweiter Liga.
Santana blieb bis zum Ende der Saison 2002/03 in Tarragona und ging hernach wieder ins Ausland. 2003/04 stand er bei GSCM Roanne in Frankreich unter Vertrag und spielte in den folgenden Jahren in Rumänien: In der ersten Hälfte des Spieljahres 2004/05 bei Rapid Bukarest, ab Januar 2005 bei Farul Constanța und 2005/06 bei BCM Pitesti. Im Februar 2006 kehrte er aus Rumänien vorerst in sein Heimatland zurück und spielte bei UD Vecindario in der Liga EBA. 2006/07 stand er bei CS Otopeni Bukarest in Rumänien unter Vertrag. 2009 verließ er Otopeni und schloss sich CSM Bukarest an, 2011 wechselte er innerhalb des Landes zu Otopeni zurück, Mitte Dezember 2011 nahm er ein Angebot von CSU Ploiești an. Es folgten weitere Stationen in Rumänien: Farul Constanța (2012/13), Știința Bukarest (2013 bis 2015) und CSU Ploiesti (2015/16).
Er nahm die rumänische Staatsbürgerschaft an und wurde in Rumänien in der Flugsicherung beruflich tätig.